# Aleksandar Simčević
Aleksandar Simčević (in serbo Александар Симчевић?; Kruševac, 15 febbraio 1987) è un calciatore serbo, difensore del Prva iskra Barič.

## Caratteristiche tecniche
Terzino destro, può giocare nello stesso ruolo a sinistra.

## Carriera

### Club
Vanta 11 presenze tra Champions ed Europa League.

### Nazionale
È passato dall'Under-19 all'Under-21 serba e per quest'ultima nazionale giovanile è sceso in campo in 25 occasioni.